# Calceolaria odontophylla
Calceolaria odontophylla är en toffelblomsväxtart som beskrevs av U. Molau. Calceolaria odontophylla ingår i släktet toffelblommor, och familjen toffelblomsväxter. Inga underarter finns listade i Catalogue of Life.